# Матюхин, Анатолий Терентьевич
Анато́лий Тере́нтьевич Матю́хин (укр. Анатолій Терентійович Матюхін; 27 декабря 1930) — советский футболист, защитник. Выступал в составе клубов «Динамо» (Ереван), «Динамо» (Киев), «СКВО», «Арсенал» (Киев) и «Десна» (Чернигов).

## Карьера игрока
В 1949 году начал выступления в команде Первой группы «Динамо» (Ереван). В 1950 году перешёл в киевское «Динамо», где играл в основном за дубль. 11 матчей провёл за основной состав (10 — в чемпионате и 1 — в Кубке СССР). В 1954—1958 годах выступал в составе армейской команды Киева (в этот период называлась ОДО, ОСК и СКВО). В сезонах 1959—1960 был игроком киевского «Арсенала», тренером которого был Иосиф Лифшиц. В 1961 году по приглашению Лифшица перешёл в черниговскую «Десну», был назначен капитаном команды. За «Десну» в классе «Б» сыграл 129 матчей. Завершил карьеру футболиста в августе 1964 года.

## Характеристика
Играл на позиции центрального защитника. Несмотря на невысокий рост и низкую скорость, эффективно противостоял соперникам на футбольном поле. Отличался высокой самоотдачей в игре. Футболист «Десны» 1960-х годов Валерий Кравчинский вспоминал эпизод, который произошёл во время матча с командой СКФ (Севастополь):
«Принимаем в Чернигове Севастополь, и ему, нашему капитану, рассекают лоб. Толю выносят с поля, накладывают швы, забинтовывают голову. А когда уже положили на носилки, чтобы нести в карету „Скорой помощи“, он вдруг вскакивает, вырывается из объятий медиков, которые пытались урезонить его, и — на поле. А там как раз верховой мяч. И Матюхин … вступает в борьбу, выигрывает поединок на втором этаже».